# National Iranian Oil Company
National Iranian Oil Company (NIOC) (persiska: شرکت ملّی نفت ایران, Sherkat-e Melli-ye Naft-e Īrān) är ett iranskt statsägt petroleum- och naturgasbolag som är världens tredje största producent av petroleum med 6,4 miljoner fat per dag. Bolaget har verksamheter inom hela petroleum- och naturgasindustrierna.
1948 höjdes det röster inom det iranska majlis om att nationalisera den inhemska petroleumindustrin men inte mycket mer hände de kommande tre åren. 6 mars 1951 mördades den sittande presidenten och motståndaren av nationalisering av den inhemska petroleumindustrin, Ali Razmara av Fedayan-e eslam. Den 28 april samma år röstade majles och fick shahen Mohammad Reza Pahlavi att utse Mohammad Mosaddegh till ny premiärminister. Mosaddegh agerade snabbt och genomförde nationaliseringen av den berörda industrin och därav bildades NIOC som det gemensamma bolaget för att ta tillvara  Irans petroleum- och naturgasintressen.
Bolaget är underställt Irans oljedepartement och styrelseordförande är landets oljeminister, Bijan Namdar Zanganeh.